# Jensen-Group
Jensen-Group er en belgisk virksomhed, der producerer maskiner til industrivaskerier. Virksomheden blev oprindeligt etableret på Bornholm i Danmark i 1937. De har i dag hovedkvarter i Gent og omsætter for ca. 200 mio. euro.